# 餅月ひまり
餅月 ひまり（もちづき ひまり、英: Mochizuki Himari）は、株式会社ゆにクリエイト運営の事務所「ライヴラリ」に所属していたYouTuberである。動画投稿サイトYouTubeにおいて美少女ゲーム（アダルトゲーム）に焦点を当てた動画や「歌ってみた」動画を投稿しているほか、ゲームソング歌手・声優としても活動していた。

## 来歴
2019年9月13日に活動を開始する。同年10月26日より現行のYouTubeチャンネルを新しく立ち上げ、ボーカロイド楽曲の「歌ってみた」などを中心に動画投稿を行っていた。
年が変わり、2020年4月21日に株式会社ゆにクリエイトへの所属を発表する。4月末には動画広告費のためにおよそ600万円を浪費したことを動画内で打ち明け、その動画をきっかけにYouTuberとしての知名度を上げたとされている。5月からは美少女ゲームをテーマとした動画の投稿頻度が増えるようになり、ゲーム実況動画のほか、美少女ゲーム作品の公式宣伝動画などを公開している。
2020年10月にはゲーム『響野さん家はエロゲ屋さん!』の挿入歌「Holy moments!!」にて歌手デビューを果たし、その翌月からは美少女ゲーム雑誌『TECH GIAN』にてコラム連載を開始した。12月には同人サークル・あせろらの宣伝大使に選ばれ、ダウンロード販売サイト「DLsite」にて期間限定のコラボセールも企画された。そのほか、2020年9月下旬から2021年2月末にかけてはソフマップ AKIBA1号店にて限定グッズ販売などを行うコラボショップも設けられた。
2021年秋には、赤月ゆに、青森りんことのイベントユニット『3StarGearing』を結成し「VTuber競輪プロジェクト」に参加、前橋競輪を担当する。
2023年11月30日、活動終了を発表。

## 人物
軍人の父と元アイドルの母との間に生まれ、月で生まれ育ったことから自らを「月兎人」と名乗っていたが、のちに「月兎人」設定を改め、人間として活動を行っている。設定上の年齢は17歳。東京都文京区にてYouTuber活動を行い、動画の視聴者あるいはファンを「子ウサギちゃん」と称している。好物は月餅とペロペロキャンディ。キャラクターデザインはイラストレーターのがおうが担当した。
幼少期に中古のセガサターン用ゲームソフト『この世の果てで恋を唄う少女YU-NO』を祖父に買ってもらい、推奨年齢（18歳以上）になってからプレイしたことをきっかけに美少女ゲームに関心を持つようになった。好きなゲームブランドにはInnocent GreyやBlack Cycを挙げており、主に凌辱系のゲーム作品を嗜む。ソフマップでのアルバイト経験もある。前述にもある通り、YouTubeでは美少女ゲームを語る・実況するなどの活動を行っており、メディアでは「美少女ゲーム好きYouTuber」や「エロゲ系VTuber」として紹介されている。
美少女ゲーム業界などで働く女性陣に焦点を当てた漫画作品『お姉さまの逆襲』（ほしのえみこ・作）で特集された際には、話し声や口調がキュートであると特筆されている。一方、動画の中でそれとは対照的に「ワイルド」な人生経験やエピソードが語られるとも紹介されている。バーチャルYouTuberなどのニュースを提供しているウェブメディア「MoguLive」のライター・たまごまごも、餅月による動画の紹介記事の中で「明るくかわいらしい声」・「明るく弾けるような性格」と言及しながらも、動画に関しては「奇妙な切り口できっちり映像を作る、全力で明後日の方向にボールを投げるような内容なのが特徴」と評している。

## 出演
以下の出演リストでは、ゲーム作品とのコラボレーション動画を除く。

### 一般向けゲーム
2020年
- Nosferatu Lilinor（Nintendo Switch） - プレイヤースキンとして出演

### アダルトゲーム
2021年
- 極限痴漢特異点2 痴漢の証明 - 触り手としてキャラクター出演

### 同人ゲーム
2021年
- 寝取られ新妻モニカ〜ツンデレな奥さんのHなお仕事〜（あせろら） - フルボイス出演・餅月ひまり監修のHシーンを期間限定で収録

### ブラウザゲーム・ゲームアプリ
2020年
- ビビッドアーミー - コラボスキン・システムボイスの実装
- トレバ - コラボアイテム・コラボキャンペーン

### CD
ゲーム特典CD
- 響野さん家はエロゲ屋さん! - 挿入歌・カバー楽曲を収録
- まいてつ Last Run!! - 特典CD『まいてつ Last Run!! VTuber Cover Selection』の収録楽曲「ひだまりライン」歌唱
- 極限痴漢特異点2 痴漢の証明 - バイノーラル痴漢音声

ドラマCD
- エロゲ熱を"再点火"させる頭脳改革ドラマ - 『TECH GIAN』2021年5月号付録CD

ラジオCD
- VOICE ACTRESS CONCERTO!（第4巻） - DISC1収録の録り下ろし企画ゲストとして出演

### イベント
2019年
- わくわく！VTuberひろば Vol.2（11月16日、BitStar本社ラウンジ）

2020年
- VSiNGs -Wintering2020-（2月21日、バーチャルSNS「cluster」にて開催）

### インターネット番組
- 株式会社サラひまり（2022年 - 2023年、音泉※）